# Desmond Tutu

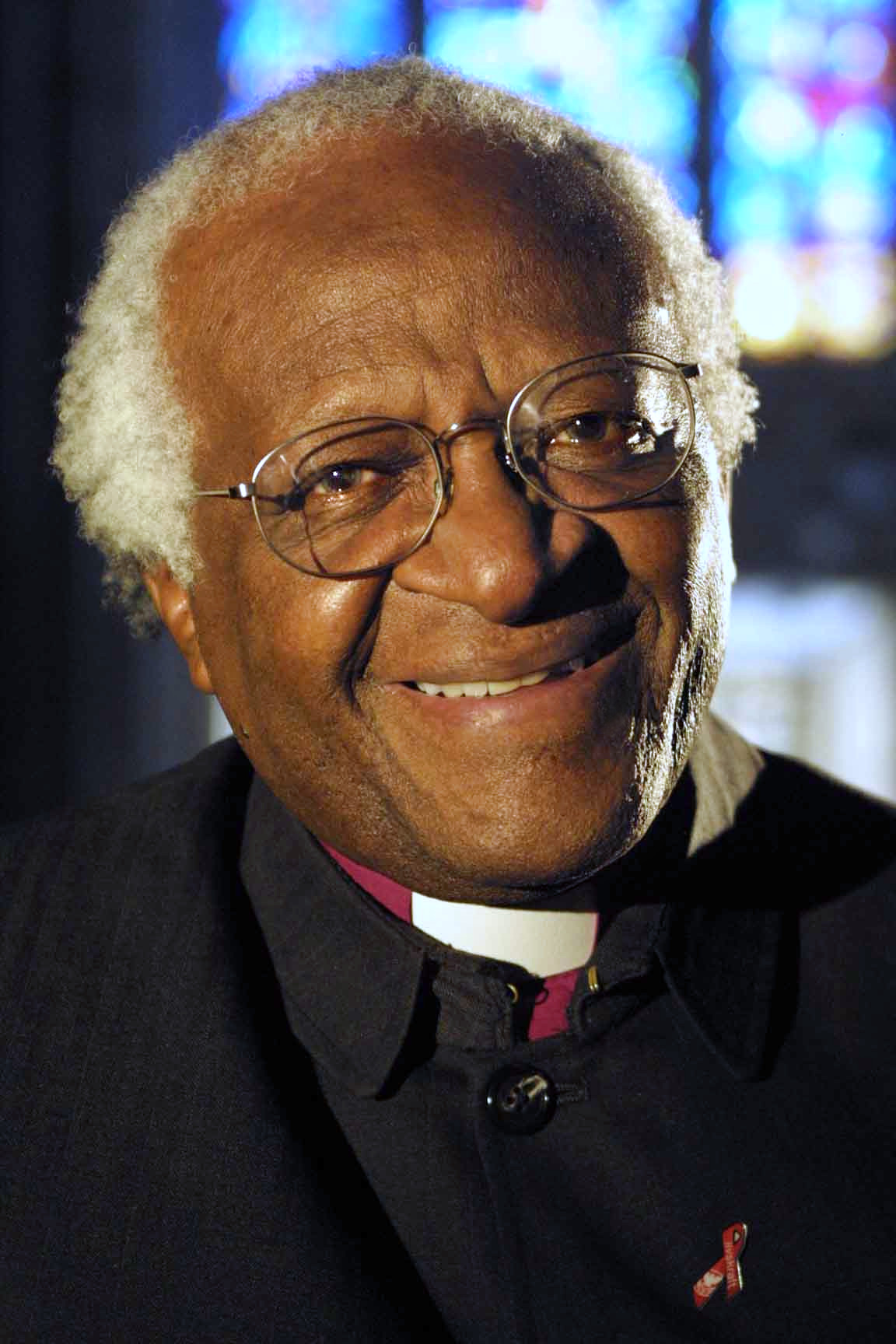
Desmond Tutu (2004)

Desmond Mpilo Tutu, CH (* 7. Oktober 1931 in Klerksdorp; † 26. Dezember 2021 in Kapstadt) war ein südafrikanischer anglikanischer Geistlicher und Menschenrechtsaktivist. Er war von 1986 bis 1996 Erzbischof von Kapstadt und Primas der Church of the Province of South Africa. Für seine Menschenrechtsaktivitäten wurde er 1984 mit dem Friedensnobelpreis ausgezeichnet. Ab 1995 war er Vorsitzender der südafrikanischen Wahrheits- und Versöhnungskommission.

## Leben
Desmond Tutu wurde in Klerksdorp geboren. Sein Vater Zachariah Tutu leitete dort eine High School, seine Mutter Aletha Matlhare arbeitete als Hausangestellte. Desmond Tutu wuchs mit drei Schwestern auf. Er wurde als Methodist getauft. Die Familie zog nach Ventersdorp um und trat zur African Methodist Episcopal Church über; 1943 wurden sie schließlich Anglikaner. Die früheste schulische Etappe erlebte Tutu an Missionseinrichtungen. Im Alter von zwölf Jahren zog er mit seiner Familie nach Johannesburg. Danach lernte er zwischen 1945 und 1950 an der Bantu High School (später die Madibane High) in Western Township (Johannesburg).
Eigentlich wollte er immer Arzt werden, aber diese Ausbildung konnte sich seine Familie nicht leisten und deshalb wurde er Lehrer wie sein Vater, der am University College Fort Hare seine Ausbildung erhalten hatte. Tutu studierte von 1951 bis 1953 am Bantu Normal College in Pretoria, wo er ein Lehrerdiplom erwarb und 1954 einen parallelen Lehrgang mit einem Bachelor abschloss. An diesem Ort lernte er auch seine spätere Frau Leah Nomalizo Shenxane (nach anderen Angaben Shinxani) kennen.
Am 2. Juli 1955 heiratete er Leah Nomalizo Shenxane. Danach arbeitete Tutu von 1955 bis 1958 als Lehrer an der Munsieville High School in Krugersdorp.
Da die südafrikanische Regierung mit dem Bantu Education Act gesetzlich verordnet hatte, dass schwarze Kinder eine schlechtere Ausbildung erhalten sollten als weiße, gab Desmond Tutu den Lehrerberuf auf. 1958 begann er seine geistliche Tätigkeit in der Anglikanischen Kirche von Südafrika und eine Ausbildung am St. Peter’s Theological College in Rosettenville, einem Stadtteil von Johannesburg. Er war dabei inspiriert und gefördert von Trevor Huddleston, der zu dieser Zeit das College leitete. Im Jahre 1960 erhielt Tutu das Lizenziat für Theologie und arbeitete als Diakon, 1961 erfolgte seine Ordination zum Priesteramt. In dieser Zeit war er in Benoni tätig.

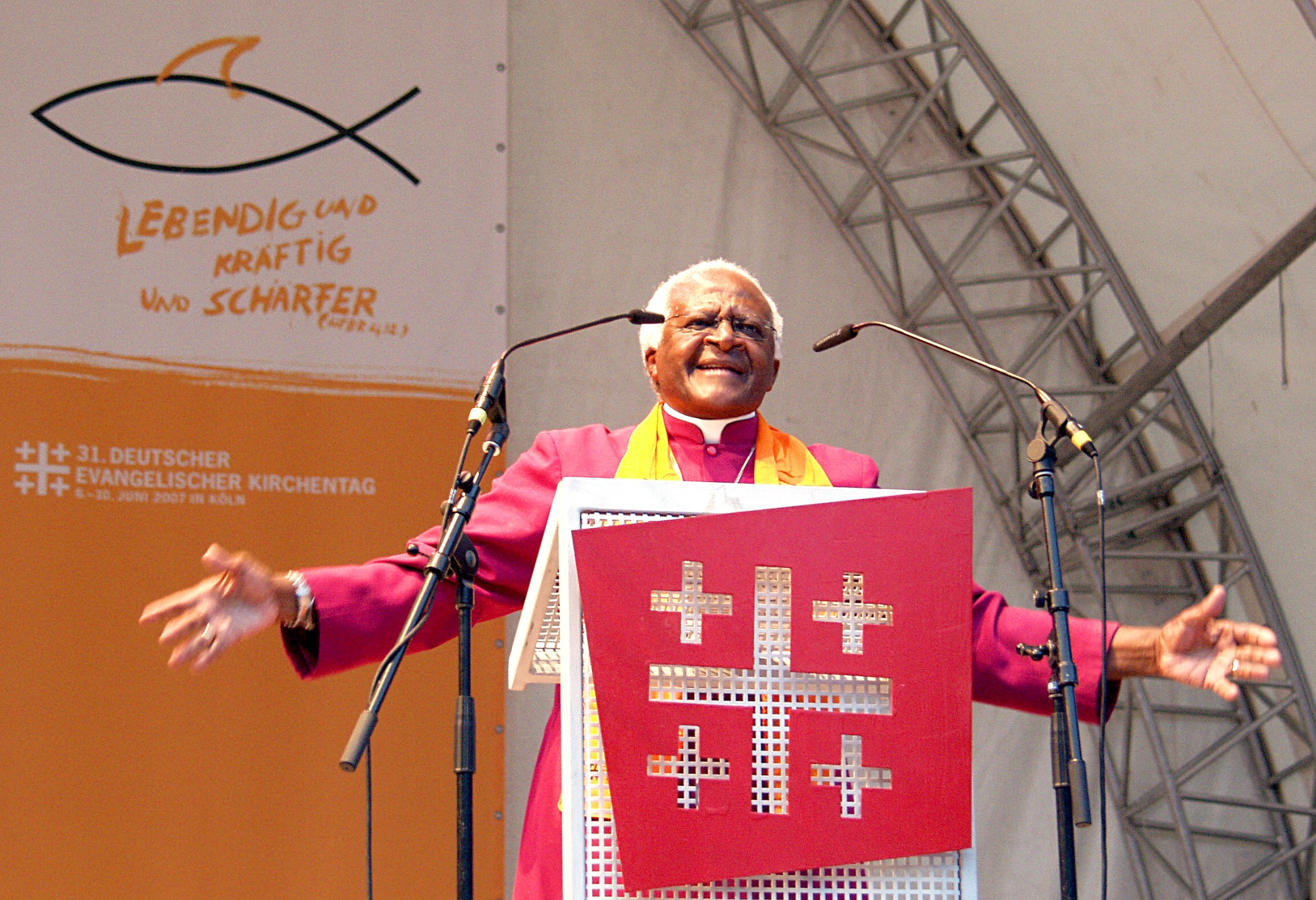
Desmond Tutu auf dem Deutschen Evangelischen Kirchentag 2007 in Köln

Zwischen 1962 und 1966 lebte Tutu mit seiner Familie in London, wo er am King’s College einen Bachelor of Divinity Honours (1965) und den Masterabschluss (1966) in Theologie erwarb. Danach kehrte er nach Südafrika zurück und war ab 1967 als Kaplan am University College Fort Hare sowie im benachbarten Federal Theological Seminary in Alice als einer von sechs Dozenten tätig. In dieser Zeit begann er seine Dissertation. 1968 schrieb Tutu einen Artikel über Wanderarbeit in Südafrika, der im South African Outlook veröffentlicht wurde. Tutu verblieb am Federal Theological Seminary, bis es von Regierungsstellen übernommen wurde. Im Jahr 1970 hielt er im Fach Theologie Vorlesungen an der University of Botswana, Lesotho and Swaziland in Roma.
Drei weitere Jahre verbrachte er als stellvertretender Direktor am Theological Education Fund of the World Council of Churches in Bromley. 1975 kehrte er nach Johannesburg zurück, wo er, als erster schwarzer Afrikaner, anglikanischer Dekan an der St.-Mary’s-Kathedrale wurde.
Ab 1976 wirkte Desmond Tutu als Bischof von Lesotho, bis er 1978 nach Johannesburg zurückkehrte, um die Aufgabe des Generalsekretärs des Südafrikanischen Kirchenrates (SACC) zu übernehmen. In diesem Amt reiste er im September 1979 nach Dänemark und drückte dort seine Ablehnung gegen den Import südafrikanischer Kohle durch dieses Land aus, da es auf diese Weise zu sehr abhängig von Südafrika werde. Das brachte ihm nach einer Rückkehr eine Kritik des Justizministers ein. Im Mai 1980 war Tutu eine von 54 verhafteten Personen, die nach dem Riotous Assemblies Act festgenommen wurden, weil sie gegen die Inhaftierung des Geistlichen John Thorne von der Congregational Church protestiert hatten. Diese war am Schulboykott von Colouredschülern beteiligt gewesen. 1984 wurde Desmond Tutu für sein Engagement gegen die Apartheid der Friedensnobelpreis verliehen. Am 3. Februar 1985 wurde er Bischof von Johannesburg und am 7. September 1986 Erzbischof des Erzbistums Kapstadt. 1996 wurde Njongonkulu Ndungane als Tutus Nachfolger Erzbischof von Kapstadt und Primas der Church of the Province of Southern Africa.
Tutu war Mitglied des Ehrenschutzkomitees für Internationale Koordination für die Dekade für eine Kultur des Friedens und der Gewaltfreiheit für die Kinder der Welt (2001–2010). Von 2003 bis 2018 war Tutu Botschafter der Entwicklungshilfsorganisation Oxfam und setzte sich maßgeblich für die Kampagnen Control Arms und Make Poverty History ein. Er ist zudem einer von 350 Botschaftern der Klimaschutzorganisation 350.org.
1999 begann der englische Singer-Songwriter und Rock-Musiker Peter Gabriel ein Gespräch mit dem Unternehmer Richard Branson über die Notwendigkeit einer neuen Versammlung von Weltführern für unser zunehmend vernetztes globales Dorf. Sie brachten die Idee für eine solche Gruppe, die sie „The Elders“ nannten, zu dem Mann, der die von ihnen gesuchten Führungsqualitäten verkörperte – Nelson Mandela. 2007 gründete Mandela zusammen mit Desmond Tutu und anderen weltweit bekannten ehemaligen Amtsträgern die Gruppe The Elders, in der rund zehn ältere, angesehene Personen aus verschiedenen Kontinenten vertreten sind, darunter auch Mandelas Frau Graça Machel. Deren Ziel ist die Mithilfe bei der Lösung globaler Probleme. Tutu war der erste Vorsitzender der Elders und wurde nach dem Ende seiner Amtszeit 2013 zum Ehrenmitglied ernannt. Mandela war ebenfalls Ehrenmitglied der Elders. Peter Gabriel nennt Nelson Mandela und Desmond Tutu und The Elders in dem Liedtext des Liedes Live and Let Live, das 2023 auf dem Album i/o erschien als Vorbilder dafür. Das Lied hat Vergebung zum zentralen Thema. Gabriel beruft sich dabei auf die genannten Personen und ihre Ideen und Aussagen in diesem Zusammenhang.
Die Desmond Tutu Peace Foundation hat ihren Hauptsitz in New York in den USA, dazu einen Sitz in Palo Alto, Kalifornien. Sie betreibt seit 1998 das Desmond Tutu Peace Centre. Ziel der gemeinnützigen Organisation ist es, im Sinne Tutus „junge Menschen zum Aufbau einer Welt des Friedens mit sich selbst, mit den Menschen und den Nationen zu inspirieren“, im Sinne der Ubuntu.
Die Desmond & Leah Tutu Legacy Foundation ist in Kapstadt ansässig. Zu ihren Zielen gehört „die Förderung von Friedensarbeit durch Konfliktlösung und die Unterstützung von Versöhnung, ebenso wie die Kultivierung einer Rechenschaft ablegenden, dienenden Führung“.
Desmond Tutu starb am 26. Dezember 2021 im Alter von 90 Jahren in einer Pflegeeinrichtung in Century City, Kapstadt. Entsprechend seinen Wünschen wurde er maximal wenig „umweltbelastend“ durch Aquamation bestattet.

## Tutus Rolle in der Anti-Apartheid-Bewegung
Sein Entschluss, den Lehrerberuf wegen politischer Vorgaben aufzugeben, ließ Tutu zunehmend selbst politisch aktiv werden. Seit Anfang der 1970er Jahre nutzte er seine Vorträge, um auf die Situation der schwarzen Bevölkerung aufmerksam zu machen. Als er 1975 Dekan wurde, schrieb er an Premierminister Vorster einen Brief, in dem er die Situation in Südafrika als ein „Pulverfass, das jederzeit explodieren kann“ beschrieb. Dieser Brief blieb unbeantwortet, die Situation verschlimmerte sich. Schon 1976, beim Schüler- und Studentenaufstand in Soweto, begann, wovor Tutu gewarnt hatte: Der Kampf wurde gewalttätiger. Fortan setzte er sich für einen Wirtschaftsboykott seines Landes ein.
Mit seiner Wahl zum Generalsekretär des Südafrikanischen Kirchenrats (SACC) konnte Tutu dann auch mit Zustimmung fast aller Kirchen seine Arbeit gegen die Apartheid fortführen. Die Regierung versuchte, die Arbeit des SACC zu behindern, und gründete die Eloff-Kommission. Diese, auch nach ihrem Vorsitzenden, dem Richter F.C. Eloff benannte Kommission sollte die Finanzverwaltungspraxis des Kirchenrates untersuchen, um geeignete Vorwürfe gegen ihn zu finden. Offiziell trug sie den Namen „Untersuchungskommission zur Überprüfung aller Aspekte des Kirchenrates (SACC)“ und wurde am 18. November 1981 eingesetzt. Tutu verteidigte sich in deren Anhörungen weitgehend selbst, indem er relevante Stellen der Bibel aufführte, die seine Haltung zur Apartheid stützten – Apartheid sei dagegen Häresie. In seiner Stellungnahme vom 1. September 1982 gegenüber der Kommission argumentierte er u. a.: „Apartheid ist genauso bösartig und verwerflich wie der Nationalsozialismus, und die Regierung wird völligen Schiffbruch erleiden, wenn sie sich auf die Seite des Bösen, der Ungerechtigkeit und der Unterdrückung stellt. … Die Regierung ist nicht Gott …“
Es gelang ihm, das Interesse der Weltbevölkerung durch seine Publikationen und Auslandsreisen immer stärker auf die innenpolitische Lage in Südafrika zu lenken. Dazu trug auch die Vergabe des Friedensnobelpreises an Tutu 1984 bei. Damit konnte sich nun auch der Staatsapparat nicht mehr der Persönlichkeit Tutus entziehen. Die Ausstrahlung, die von dem Mann ausging, vor allem sein unerschütterlicher Glaube eines gewaltlosen Wandels, zog nun immer mehr weiße Südafrikaner in seinen Bann. Tutu predigte von einer Aussöhnung zwischen den beiden Bevölkerungsgruppen. Er argumentierte, dass wenn der schwarze Mann nicht frei sei, es der weiße erst recht nicht sein könne, da dieser sonst in ständiger Angst vor dem schwarzen Mann leben müsse. Diesen Kreis zu durchbrechen, könne aber nur gelingen, wenn den Schwarzen ein gleichwertiges Leben ermöglicht werde.
Desmond Tutu wurde zusehends zu einer Symbolfigur der Schwarzen und sowohl als Gesprächs- wie auch Verhandlungspartner von Seiten der Regierung akzeptiert. Sein Ziel der Beendigung der Apartheid wurde schließlich Wirklichkeit. Ab 1995 war Tutu Vorsitzender der Wahrheits- und Versöhnungskommission in Südafrika, die nach den Prinzipien des Satyagraha von Mahatma Gandhi arbeitete.
Tutu prägte 1994 den Begriff „Regenbogennation“ für das südafrikanische Volk. Der Begriff erlangte als Schlagwort große Popularität.

## Tutu als Kritiker des ANC
In den Jahren seit etwa 2008 wurde Tutu zunehmend zu einem Kritiker des African National Congress. Im Jahr 2008 forderte er öffentlich den damaligen simbabwischen Präsidenten Robert Mugabe zur Amtsaufgabe auf, bezichtigte ihn der Menschenrechtsverbrechen und zeigte sich enttäuscht vom politischen Taktieren der südafrikanischen ANC-Führung in dieser Frage. 2011 warf er der ANC-Führung „Unterwürfigkeit“ gegenüber der Volksrepublik China vor, nachdem dem Dalai Lama, der zu Tutus 80. Geburtstag eingeladen war, nur mit Verzögerung ein Visum für die Einreise nach Südafrika ausgestellt worden war. Am 10. Mai 2013 erklärte Tutu öffentlich, bei der nächsten Wahl den ANC nicht mehr wählen zu wollen. Er begründete dies damit, dass der ANC sehr gut im Kampf zur Befreiung von Unterdrückung gewesen sei. Es sei aber nicht einfach, eine Gruppe von Freiheitskämpfern in eine politische Partei umzuwandeln. Hauptprobleme des gegenwärtigen Südafrika seien die Korruption, fehlende Verantwortung und Schwächen in der südafrikanischen Verfassung. Bei derselben Gelegenheit rief er die Südafrikaner auch auf, sich Gedanken zu machen, was nach dem Tod des damals 94-jährigen Nelson Mandela, der irgendwann unausweichlich eintreten werde, geschehen solle.

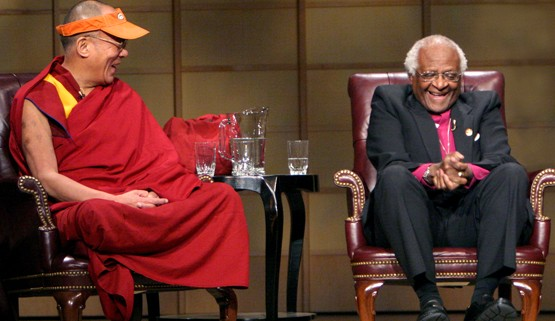
Tutu im Gespräch mit dem Dalai Lama (2004)

Als dem Dalai Lama am 2. Oktober 2014 auf Veranlassung von Präsident Jacob Zuma erneut die Einreise nach Südafrika verweigert wurde, wo er an einem Treffen der Friedensnobelpreisträger aus aller Welt teilnehmen wollte, übte Tutu heftige Kritik an der südafrikanischen Regierung: „Ich schäme mich, dass ich diesen Haufen Speichellecker meine Regierung nennen muss“ (I am ashamed to call this lickspittle bunch my government). Dies sei das dritte Mal in fünf Jahren, dass dem Dalai Lama die Einreise nach Südafrika verweigert würde und er habe sie gewarnt, dass, „genau so wie wir für den Sturz des Apartheid-Regimes gebetet hatten, wir nun für die Ablösung einer Regierung, die sich so rückgratlos verhielte, beten würden“ (I warned them then that just as we had prayed for the downfall of the apartheid government so we would pray for the demise of a government that could be so spineless).

## Tutus Haltung zur Palästinenserfrage und zum Zweiten Irakkrieg
Desmond Tutu setzte sich für die Rechte der Palästinenser ein, Israels Politik und die Erfahrungen von Palästinensern verglich er in einem Kommentar des Guardian im Jahre 2002 mit der Apartheid in Südafrika: „Mein Besuch im Heiligen Land hat mich zutiefst erschüttert; es erinnerte mich so sehr an das, was uns Schwarzen in Südafrika zugestoßen war. Ich sah die Demütigung der Palästinenser an den Checkpoints und Straßensperren, die leiden mussten wie wir, als uns junge weiße Polizisten der Bewegungsfreiheit beraubt hatten.“ Er unterstützte die Kampagne Boycott, Divestment and Sanctions.
In einem Artikel in der britischen Wochenzeitung The Observer vom 2. September 2012 forderte er, dem früheren US-Präsidenten George W. Bush und Großbritanniens ehemaligen Premierminister Tony Blair vor dem Internationalen Strafgerichtshof in Den Haag wegen des seiner Meinung nach illegalen Angriffskrieges auf den Irak den Prozess zu machen. Die Verleihung des Friedensnobelpreises an die Europäische Union kritisierte er scharf.

## Tutus Rolle in der Anerkennung homosexueller Menschen in Afrika
Desmond Tutu galt als ein Unterstützer der Rechte Homosexueller. Seine Kirche in Südafrika unterstützte die Eheöffnung für homosexuelle Paare in Südafrika, die die seiner Kirche nahestehende Partei ANC parlamentarisch befürwortete.
In einer Presseerklärung in Nairobi, Kenia, ermahnte Tutu 2007 in der Debatte die anglikanischen Kirchenführer aus Afrika um die innerkirchliche Anerkennung homosexueller Paare.
Im Jahr 2013 erklärte er bei einer UN-Veranstaltung, der „UN Free and Equal Campaign“ in Kapstadt, er weise „religiöse Rechtfertigungen homophober Vorurteile“ zurück. Er würde „keinen Gott verehren, der homophob ist“, sondern „lieber zur Hölle fahren, als einen homophoben Gott zu verehren“. Er sehe den Kampf gegen Homophobie als genauso bedeutend an wie den Kampf gegen die Apartheid.
Im Mai 2016 heiratete Tutus Tochter Mpho die Niederländerin Marceline van Furth. Tutu erhielt von der anglikanischen Kirche die Erlaubnis, einen „väterlichen Segen“ bei der Trauung auszusprechen.

## Familie
Der Ehe mit Leah Nomalizo Shenxane entstammen vier Kinder: Trevor Thamsanqa, Theresa Thandeka, Naomi Nontombi (* 1960) und Mpho Andrea (* 1963 in London). Seine Ehefrau wurde 1933 in Südafrika geboren. Sie wurde Pädagogin. Von 1976 bis 1984 war sie als Leiterin des Domestic Workers and Employers Project am South African Institute of Race Relations beschäftigt.

## Auszeichnungen
- Fellow des King’s College London (1978)[2]
- Ehrendoktor of Divinity, General Theological Seminary (1978)[2]
- Ehrendoktor D.C.L., Harvard University (1979)[2]
- Prix d’Athene der Alexander-Onassis-Stiftung (1980)[2]
- Ehrendoktor of Divinity, University of Aberdeen (1981)[2]
- Ehrendoktor der Theologie, Ruhr-Universität Bochum (1981)[2] (erst 2009 übernommen[40])
- Newsmaker of the Year, der Southern African Society of Journalists (1981)[2]
- Ehrendoktor of Sacred Theology, Columbia University (1982)[2]
- Friedensnobelpreis (1984)
- Pacem in Terris Award (1987)
- Kaplan des Order of Saint John (1995)
- Order for Meritorious Service in Gold (1996)
- Four Freedoms Award, in der Kategorie Religionsfreiheit (1998)
- Großoffizier der Ehrenlegion (1998)
- Planetary Consciousness Prize (1998)
- Großkreuz des Verdienstordens der Bundesrepublik Deutschland (1999)
- Sydney-Friedenspreis (1999)
- Ehrendoktor der University of Cambridge (1999)[41]
- Interfaith Award (2003)[42]
- Gandhi-Friedenspreis der indischen Regierung (2005)
- Light of Truth Award (2006)
- Marion Dönhoff Preis (2007)
- J. William Fulbright Prize for International Understanding (2008)
- Ehrendoktor der Universität Wien (2009)[43]
- Presidential Medal of Freedom (2009)[44]
- Freiheitspreis der Freien Universität Berlin (2009)[45]
- Kommandeur des Ordens von Oranien-Nassau (2012)[46]
- Templeton-Preis (2013)
- Order of the Companions of Honour (2015)

### Widmungen
- Im Dezember 1986 veröffentlichte Miles Davis das Album Tutu, das Desmond Tutu gewidmet ist.

## Filme
- The Forgiven – Ohne Vergebung gibt es keine Zukunft (Regie: Roland Joffé, UK 2017)

## Werke (Auswahl)
- Versöhnung ist unteilbar. Interpretationen biblischer Texte zur schwarzen Theologie. Jugenddienst-Verlag, Wuppertal 1977, ISBN 3-7795-7700-3.
- Crying in the wilderness. Eerdmans, Grand Rapids 1982, ISBN 0-8028-0270-2.
- Hope and suffering: sermons and speeches. Skotaville, Johannesburg 1983, ISBN 0-620-06776-4.
- „Gott segne Afrika.“ Texte und Predigten des Friedensnobelpreisträgers. Rowohlt, Reinbek 1984, ISBN 3-499-15626-1.
- The words of Desmond Tutu. Newmarket, New York City 1989, ISBN 1-55704-719-7.
- The rainbow people of God: the making of a peaceful revolution. Doubleday, New York City 1994, ISBN 0-385-47546-2.
- Worshipping church in Africa. Duke University Press, Durham 1995, keine ISBN.
- The essential Desmond Tutu. David Phillips Publishers, Capetown 1997, ISBN 0-86486-346-2.
- No future without forgiveness. Doubleday, New York City 1999, ISBN 0-385-49689-3.
  - deutsch als: Keine Zukunft ohne Versöhnung. Patmos, Düsseldorf 2001, ISBN 3-491-72456-2.
- An African prayerbook. Doubleday, New York City 2000, ISBN 0-385-47730-9.
  - deutsch als: Meine afrikanischen Gebete. Hugendubel, Kreuzlingen / München 2005, ISBN 3-7205-2641-0.
- God has a dream: a vision of hope for our time. Doubleday, New York City 2004, ISBN 0-385-47784-8.
  - deutsch als: Gott hat einen Traum. Neue Hoffnung für unsere Zeit (= Diederichs Gelbe Reihe). Hugendubel, Kreuzlingen / München 2004, ISBN 3-7205-2528-7.
- Believe. Knesebeck, München 2008, ISBN 978-3-89660-521-4.
- Versöhnung. Sei wahr und werde frei. Herder, Freiburg im Breisgau 2008, ISBN 978-3-451-05954-4.
- Made for goodness – and why this makes all the difference. Mit Mpho Tutu. Harper, New York City 2010, ISBN 978-0-06-170659-2.
  - deutsch als: Der Mensch ist da, um gut zu sein. Pattloch, München 2010, ISBN 978-3-629-02277-6.
- Gottes Kinder. Meine schönsten Bibelgeschichten. Pattloch, München 2011, ISBN 978-3-629-01494-8.
- God is not a Christian. Speaking truth in times of crisis. Rider, London 2013, ISBN 978-1-84604-264-5.
  - deutsch als: Gott ist kein Christ. Mein Engagement für Toleranz und Gerechtigkeit. Patmos, Ostfildern 2012, ISBN 978-3-8436-0201-3.
- The Book of forgiving: the four-fold path of healing for ourselves and our world. Mit Mpho Tutu. William Collins, London 2014, ISBN 978-0-00-751288-1.
  - deutsch als: Das Buch des Vergebens. Vier Schritte zu mehr Menschlichkeit. Allegria, Berlin 2014, ISBN 978-3-7934-2249-5.